# Сайла
Сайла (Зейла) — місто й порт у провінції Авдал (Сомалі).

## Географія
Сайла розташована у західній частині Аденської затоки неподалік від протоки Баб-ель-Мандеб, на спірній території біля кордону з Джибуті на території самопроголошеної 2010 року держави Авдаленд, що у свою чергу розташована на території невизнаного міжнародним співтовариством Сомаліленду.
Під час громадянської війни в Сомалі місто неодноразово бомбардувалось. Багато будівель були зруйновані чи сильно пошкоджені, а жителі залишали Сайлу. Після проголошення незалежності Сомаліленду місто частково відбудовано.

## Історія
Сайла має давню історію. Ще за античних часів там були поселення. Під своєю назвою місто вперше згадується 891 року арабським істориком і мандрівником Якубі. У X та XI століттях місто було найважливішим портом серед як мусульманських, так і християнських торгівців.
У XII—XVI століттях Сайла була столицею султанату Адал. 1330 року купець з Марокко Ібн Баттута відвідав місто й відзначив перевагу шиїтського населення. Місто було майданчиком боротьби християнської Абісинії й мусульманського Адалу.
З XVII століття розпочався занепад Сайли. У 1821–1841 роках місто належало Османській імперії, а 1874 року єгиптяни отримали управління Сайлою.